# グローリー・グラント
グロリアナ・"グローリー"・グラント（Gloriana "Glory" Grant）は、マーベル・コミックのスパイダーマンに登場するキャラクター。彼女を生み出したのは、ジェリー・コンウェイ（脚本）、ロス・アンドル（作画）
。グローリーは、1975年1月に発売された「The Amazing Spider-Man #140」で初登場。

## 誕生
グローリーは、登場当初からモデル志望でローワー・ウェスト・サイドにあるアパートに住んでいる。そのアパートに引っ越したばかりのデイリー・ビューグル社のカメラマン、ピーター・パーカーと出会い、2人は親友になる。グローリーが就職先を探しているとき、ピーターは彼女を連れてデイリー・ビューグル社に向かった。そこでは、デイリー・ビューグル社長のJ・ジョナ・ジェイムソンが、長年にわたって彼の秘書を務めてきたベティ・ブラントが辞職してから新しい秘書を探していた。グローリーは、ジェイムソンと、後に編集長となるロビー・ロバートソンと共に働く事となる。

## その他のバージョン

### マーベル・ノワール
マーベル・ノワールの世界では、グローリーは『スパイダーマン:アイズ・ウィズアウト・ア・フェイス』に登場する。グローリーはロビー・ロバートソンの恋人で、行方不明になったジョセフの父を探すためにパーカー家まで一緒に行くという、とてもマイナーな役で登場する。彼女は最後、ロバートソンがドクター・オットー・オクタビアスからロボトミー手術を受けた姿で現れる。

### オールドマン・ローガン
アース807128/21923を舞台とする『オールドマン・ローガン』の世界では、ピーター・パーカーはグローリー・グラントと結婚してトーニャと言う娘を儲け、トーニャは最後にホークアイと結婚してアシュリーという子供を儲けたとのこと。

### スパイダーグウェン
アース65を舞台とするスパイダーグウェンの世界では、グローリーの高校生の姿がグウェン・ステイシーの友達でバンド仲間として登場し、2人はメリージェーンズというバンドを組んで活動している。

## メディアミックス

### テレビアニメ
スパイダーマン（1994年）
声 - ネル・カーター、日本語吹き替え版 - 江口秀子
この作品では、デイリー・ビューグル社の秘書。
スペクタキュラー・スパイダーマン
声 - クリー・サマー、日本語吹き替え版 - ???
この番組は高校生の設定で、ミッドタウン高校に通うピーター・パーカーのクラスメイト。
マーベル ライジング：始動
声 - スカイ・ジャクソン、日本語吹き替え版 - ???
アース65の世界と同様、本作ではグウェン・ステイシーのガールズバンド仲間。

### テレビドラマ
アメイジング・スパイダーマン
声 - チップ・フィールズ、日本語吹き替え版 - さとうあい（映画版）
このキャラクターをモデルとしており、リタ・コンウェイとして登場している。

### アニメ映画
スパイダーマン:アクロス・ザ・スパイダーバース
声 - アヨ・エデビリ、日本語吹き替え版 - ???
グウェン・ステイシーたちが活動しているガールズバンドグループのメンバー。